# Blue Star 2
Le Blue Star 2 est un ferry rapide de la compagnie grecque Blue Star Ferries. Construit de 1999 à 2000 par les chantiers Van der Giessen-de Noord aux Pays-Bas, il navigue depuis juillet 2000 sur les lignes de Blue Star Ferries, tout d'abord entre la Grèce et l'Italie puis en mer Égée à partir de 2003.

## Histoire

### Origines et construction
À la fin des années 1990, les lignes maritimes entre la Grèce et l'Italie sont largement dominées par les compagnies Superfast Ferries et Minoan Lines grâce à leurs performantes flottes de navires rapides de grandes dimensions. Depuis l'arrivée de Superfast Ferries sur le marché en 1995, la vitesse s'est progressivement imposée comme un standard sur les lignes de l'Adriatique. C'est dans ce contexte que la compagnie Strintzis Lines, opérateur de longue date sur ces liaisons, envisage la construction d'unités similaires afin de se maintenir au niveau de ses concurrents. Ainsi, la commande de deux navires rapides jumeaux est passée en 1998 aux chantiers néerlandais Van der Giessen-de Noord. Malgré des dimensions légèrement inférieures à celles de leurs rivaux, les futurs navires sont cependant conçus pour atteindre des vitesses équivalentes de l'ordre de 27 nœuds. Prévus pour transporter 1 600 passagers, les aménagements intérieurs intègrent les derniers standards en matière de confort avec plusieurs restaurants et bars, dont l'un avec piscine, et une centaine de cabines privatives avec sanitaires. Le garage est quant à lui pensé pour accueillir, en plus de 640 véhicules, une centaine de remorques, et couvre en conséquence la hauteur quatre ponts et demi.
Le second navire est lancé le 25 mars 2000. Au cours de sa construction, la compagnie Strintzis Lines est rachetée par le groupe Attica, société mère de Superfast Ferries et son nom est changé en Blue Star Ferries. Cet évènement va alors entraîner quelques modifications sur le navire. Devant initialement être nommé Superferry Pacific, il est rebaptisé Blue Star 2 et arbore sur sa coque les couleurs de Blue Star Ferries. Après les travaux de finitions, il est livré à son armateur le 6 juillet 2000.

### Service
Le Blue Star 2 entame sa carrière le 14 juillet 2000 entre Patras, Brindisi et Ancône. Il rejoint sur cet axe son jumeau le Blue Star 1, mis en service un mois avant lui. Dès 2001, l'escale à Brindisi est abandonnée, malgré un certain succès.
En mars 2003, le navire est transféré sur les lignes de Blue Star Ferries en mer Égée. D'abord affecté aux liaisons avec la Crète au départ du Pirée, il est déplacé à partir de 2005 sur la desserte de l'archipel du Dodécanèse.

## Aménagements
Le Blue Star 2 possède 9 ponts. Bien que le navire s'étende en réalité sur 11 ponts, les ponts 4 et 6, inexistants, sont tout de même comptés, et leur absence ne crée ainsi pas de décalage dans la numérotation des étages. Les locaux des passagers couvrent la totalité des ponts 7 et 8 et une partie du pont 9. L'équipage loge pour sa part sur la partie avant du pont 9. Les ponts 3 et 5 sont entièrement consacrés au garage ainsi que la partie avant du pont 2.

### Locaux communs
Les installations du Blue Star 2 sont essentiellement situés sur le pont 7. Le navire est équipé de deux bars-salons à l'avant et à l'arrière, d'un restaurant à la carte, d'un restaurant libre-service, et d'une véranda sur le pont 8 arrière. Une boutique est également présente ainsi qu'une salle d'arcade. À sa mise en service, le navire possédait une piscine extérieure sur le pont 8 arrière, mais celle-ci a depuis été supprimée.

### Cabines
Le Blue Star 2 possède 161 cabines situées sur les ponts 8 et 9 vers l'avant du navire. D'une capacité de deux à quatre personnes, toutes sont pourvues de sanitaires privatifs comprenant douche, WC et lavabo.

## Caractéristiques
Le Blue Star 2 mesure 176,09 mètres de long pour 25,70 mètres de large et son tonnage est de 29 415 UMS. Le navire a une capacité de 1 600 passagers et possède un garage de 1 745 mètres linéaires pouvant contenir 640 véhicules répartis sur deux niveaux et demi ainsi que 100 remorques. Le garage est accessible par deux portes rampes situées à la poupe. La propulsion du Blue Star 2 est assurée par quatre moteurs diesels MAN-B&W 8L58/64 développant une puissance de 44 480 kW entrainant deux hélices faisant filer le bâtiment à une vitesse de 27 nœuds. Le navire possède quatre embarcations de sauvetage de grande taille, une embarcation semi-rigide de secours et plusieurs radeaux de sauvetage.

## Lignes desservies
À sa mise en service, le Blue Star 2 était affecté aux liaisons entre la Grèce et l'Italie. Employé dans un premier temps entre Patras, Brindisi et Ancône, il ne desservira plus Brindisi à partir de 2001. Transféré en mer Égée en 2003, il navigue d'abord vers la Crète entre Le Pirée et La Canée avant d'être redéployé sur les liaisons avec les îles des Cyclades et du Dodécanèse.
Actuellement, le Blue Star 2 effectue la liaison entre Le Pirée et les îles de Syros, Amorgós, Patmos, Leros, Kos et Rhodes.